# 馬文禄
馬 文禄（ば ぶんろく、Ma Wenlu、? - 1873年）は、回民蜂起の指導者の一人。
甘粛省粛州出身。西寧の馬文義の蜂起に参加した後、1865年に回民を率いて粛州を占拠した。粛州は堅固な城郭を有していたので清軍は手出しができなかった。やがて金積堡・河州・西寧などの他の回民蜂起軍の根拠地が次々と陥落し、回民軍は続々と粛州に逃れてきて、馬文禄は「兵馬大元帥」に推された。1872年3月に清軍を率いる左宗棠は徐占彪・楊世俊に命じて粛州を攻撃させた。楊世俊軍は包囲に失敗し、兵力の大半を失ったため、左宗棠は金順と宋慶を派遣して粛州城郊外の塔爾湾を占拠した。さらに左宗棠は張曜らを援軍に送り粛州城を包囲した。しかし馬文禄軍は包囲を耐え抜いたため、1873年8月についに左宗棠が自ら督戦に赴いて、劉錦棠も援軍にやってきた。こうして60余営の清軍の包囲を受け、馬文禄軍の食糧の不足は深刻なものとなった。さらに馬文禄軍と協力していた陝西回民蜂起軍の白彦虎が戦闘に敗北して、東トルキスタンのヤクブ・ベクのもとに逃れた。こうして馬文禄は投降に追い込まれ、処刑された。